# Blattspur
Als Blattspur wird die Spur der Leitbündel bezeichnet, die aus der Sprossachse in ein Blatt führen. Die Blattspur wird abhängig von der Zahl der darin vorhandenen Bündel als ein- oder mehrsträngig bezeichnet. Das einzelne Bündel wird Blattspurstrang genannt. Auch bei einigen Laubmoosen wird analog von Blattspur gesprochen.
Der Name wurde 1858 durch Johannes von Hanstein in seiner Arbeit Über den Zusammenhang der Blattstellung mit dem Bau des dikotylen Holzringes eingeführt.

## Nachweise
1. ↑  Schütt, Schuck, Stimm: Lexikon der Baum- und Straucharten. Nikol, Hamburg 2002, ISBN 3-933203-53-8, S. 80.
2. 1 2  Gerhard Wagenitz: Wörterbuch der Botanik. Morphologie, Anatomie, Taxonomie, Evolution. 2., erweiterte Auflage. Nikol, Hamburg 2008, ISBN 978-3-937872-94-0, S. 47.